# Sân bay Portorož

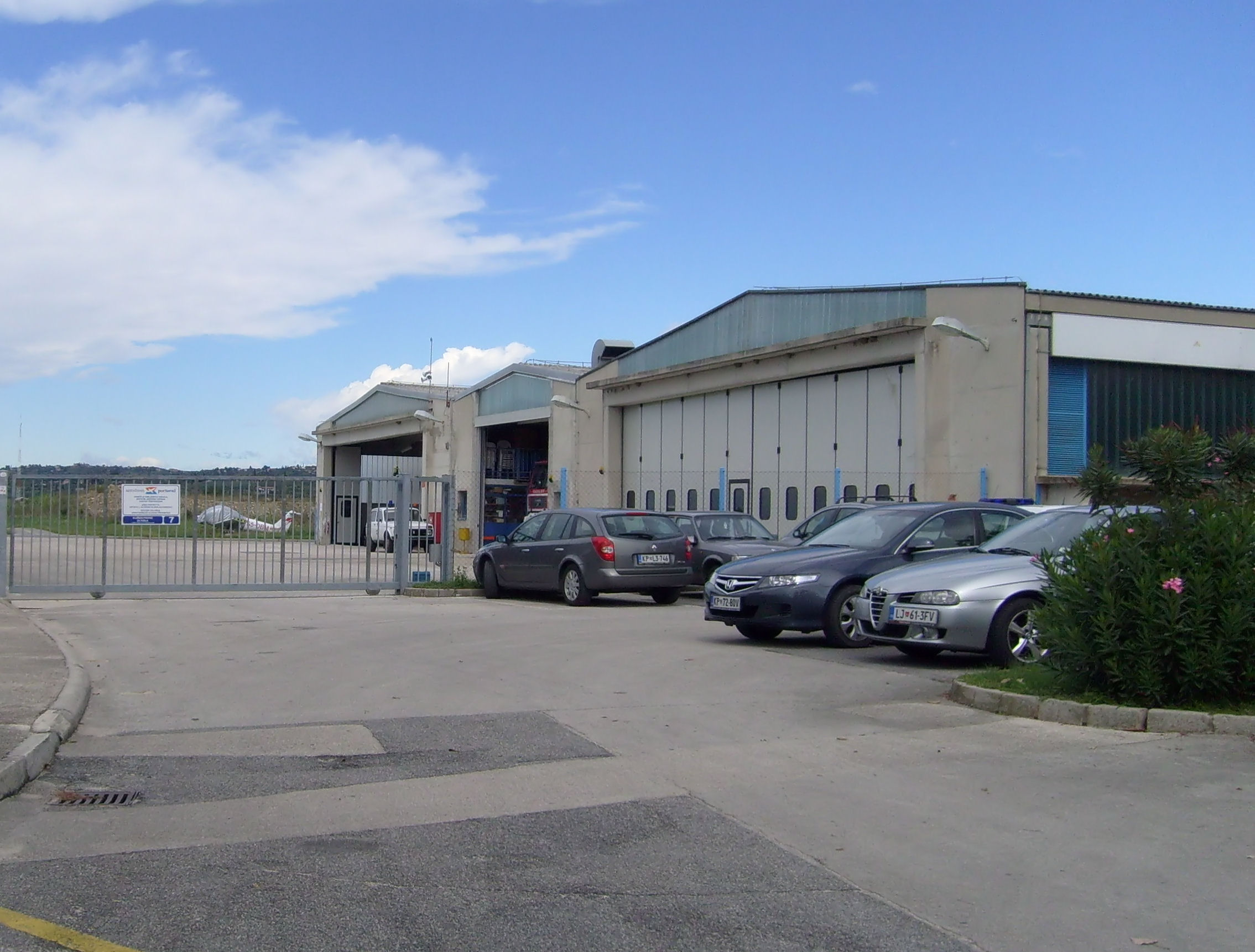
Sân bay Portorož nhìn từ phía sau

Sân bay Portorož (tiếng Slovene: Letališče Portorož) (IATA: POW, ICAO: LJPZ) là một sân bay quốc tế ở Slovenia, tọa lạc gần làng Sečovlje, 6 km về phía nam của Portorož, gần 300 m so với biên giới với Croatia. Sân bay được khai trương ngày 27 tháng 9 năm 1962. Ngoài Portorož, sân bay này phục vụ du khách đến một số điểm du lịch ở khu vực phụ cận Piran, Izola, Koper ở Slovenia, Trieste ở Italia và Umag ở Croatia.
Sân bay này nằm ở khu vực có độ cao 2 m trên mực nước biển, đường băng kích thước 1200 x 30 mét.
Đây là căn cứ hoạt động của Solinair và Preleti Aviation.

## Các hãng hàng không và tuyến bay cũ
- Adria Airways (Belgrade)*
- Jat Airways (Belgrade, Dubrovnik)*